# Harmsiodoxa
Harmsiodoxa es un género con cuatro especies de plantas de flores, pertenecientes a la familia Brassicaceae. 

## Especies seleccionadas
- Harmsiodoxa blennodioides
- Harmsiodoxa brevipes
- Harmsiodoxa cunninghamii
- Harmsiodoxa puberula